# Därför älskar jag min Jesus
Därför älskar jag min Jesus är en körsång med text och musik av Elisha Albright Hoffman. Körtexten översattes till svenska av Peder Bergström. Det finns även en alternativ melodi av E Rance.

## Publicerad i
- Frälsningsarméns sångbok 1929 som nr 103 i körsångsdelen under rubriken "Jubel, strid och erfarenhet".
- Frälsningsarméns sångbok 1968 som nr 94 i körsångsdelen under rubriken "Jubel, strid och erfarenhet" (med Hoffmans melodi).
- Frälsningsarméns sångbok 1990 som nr 817 a under rubriken "Glädje, vittnesbörd, tjänst". (med Hoffmans melodi)
- Frälsningsarméns sångbok 1990 som nr 817 b under rubriken "Glädje, vittnesbörd, tjänst". (med Rance's melodi)